# Batalla por el cruce de Nasib (abril de 2015)
La Batalla del Paso Fronterizo Nasib fue una batalla que empezó el 1 de abril de 2015 durante la Guerra Civil Siria que resultó en la captura de los rebeldes del Paso Fronterizo de Nasib , el último cruce fronterizo del gobierno sirio con Jordania .

## La batalla
El 1 de abril de 2015, las fuerzas rebeldes lanzaron una ofensiva contra posiciones gubernamentales en y alrededor del cruce fronterizo de Nasib, que obligó al Ejército a retirarse de su último cruce de frontera oficial con Jordania .    Los rebeldes también capturaron los puestos de la guardia fronteriza "62", "63" y "67".   Al menos un BMP-1 fue capturado por los rebeldes.
Los militares reconocieron haber perdido el cruce de la frontera y los tres puestos, pero declararon que todavía estaba en control de la "brigada de Amman" a 12,5 millas al este de Nasib.   Sin embargo, las imágenes de video mostraron que la base también fue capturada.
El gobierno sirio declaró que cualquier uso del cruce controlado por los rebeldes "será considerado ilegítimo".  El cruce de la frontera fue cerrado por las autoridades de Jordania.  

## Secuelas
Al día siguiente, la Fuerza Aérea Árabe Siria allanó áreas alrededor del cruce de la frontera,  matando a ocho personas, incluidos cinco rebeldes.  El cruce de la frontera fue saqueado por cientos de rebeldes y civiles.  La FSA acusó a Al-Nusra Front de participar en el saqueo y les dijo que se fueran.   Además, el Frente del Sur del Ejército Sirio Libre afirmó que al-Nusra participó solo en las últimas etapas de la lucha por el cruce de la frontera, no en la planificación o el ataque inicial.   También declaró haber abierto una investigación sobre el saqueo.
A partir del 3 de abril, el Frente al-Nusra controlaba el cruce y decidía quién puede atravesarlo.  El frente de al-Nusra contuvo alrededor de diez camioneros libaneses, después de que sus vehículos quedaron varados en "tierra de nadie".  Según la Unión Libanesa de Camiones Refrigerados, entre 30 y 35 conductores de camiones libaneses todavía estaban atrapados en el área.  El SOHR declaró que había alrededor de 300 vehículos detenidos en el cruce de la frontera, mientras que el Alcalde de Seer al-Dinnieh, Ahmad Alam, confirmó que se habían robado "muchas toneladas" de artículos durante el saqueo.
El 4 de abril, el Frente al-Nusra se retiró del cruce fronterizo y lo dejó a la administración civil.  Según la SOHR, el Frente al-Nusra secuestró al menos a 35 camioneros del cruce fronterizo.  Se acordó en el 'palacio de justicia de Horan' que todos los conductores de camiones secuestrados serán liberados dentro de las 24 horas que el cruce de la frontera debe ser administrado por una administración civil.  A partir del 6 de abril, dos camioneros seguían cautivos.  El 11 de abril, el Frente al-Nusra se retiró de la zona libre entre los cruces de Siria y Jordania a pedido del Frente Sur.  Un portavoz del Frente Sur dijo que no cooperarían militarmente con el Frente al-Nusra.

## Análisis
El paso fronterizo de Nasib fue el último paso fronterizo importante con el gobierno de Jordania, y fue vital para el transporte de mercancías desde el Líbano y Siria hasta Jordania y los países del Golfo.  La captura posiblemente afectaría enormemente a las economías de Líbano, Siria y Jordania, según el ministro de Economía del Líbano.  Fue un duro golpe para los esfuerzos del gobierno por reconstruir el comercio de exportación de Siria paralizado por la guerra civil, ya que el puesto era un conducto para el comercio bilateral de $ 2 mil millones anuales.  Muhanad al-Asfar, un importante miembro de la Unión de Exportadores de Siria, describió la pérdida del puesto fronterizo como una "catástrofe" para la economía siria.
Un análisis realizado por la Fundación Heinrich Böll sugirió que Jordania dio su aprobación al Frente Sur para tomar el cruce, Jordania puso así sus intereses políticos sobre sus intereses económicos, ya que la incautación tendría un impacto económico negativo en Jordania, así como en el Gobierno sirio, y dañó las relaciones diplomáticas restantes de Jordania con el gobierno sirio.